# Redunca
Redunca is een geslacht in de familie van de Holhoornigen (Bovidae) in de orde van Evenhoevigen. Dit geslacht omvat drie soorten van grote evenhoevige zoogdieren. 

## Soorten
Deze drie soorten zijn:
- Redunca arundinum – Rietbok
- Redunca fulvorufula – Bergrietbok
- Redunca redunca – Bohorrietbok